# ウィリアム・オブライエン (第3代インチクィン伯爵)

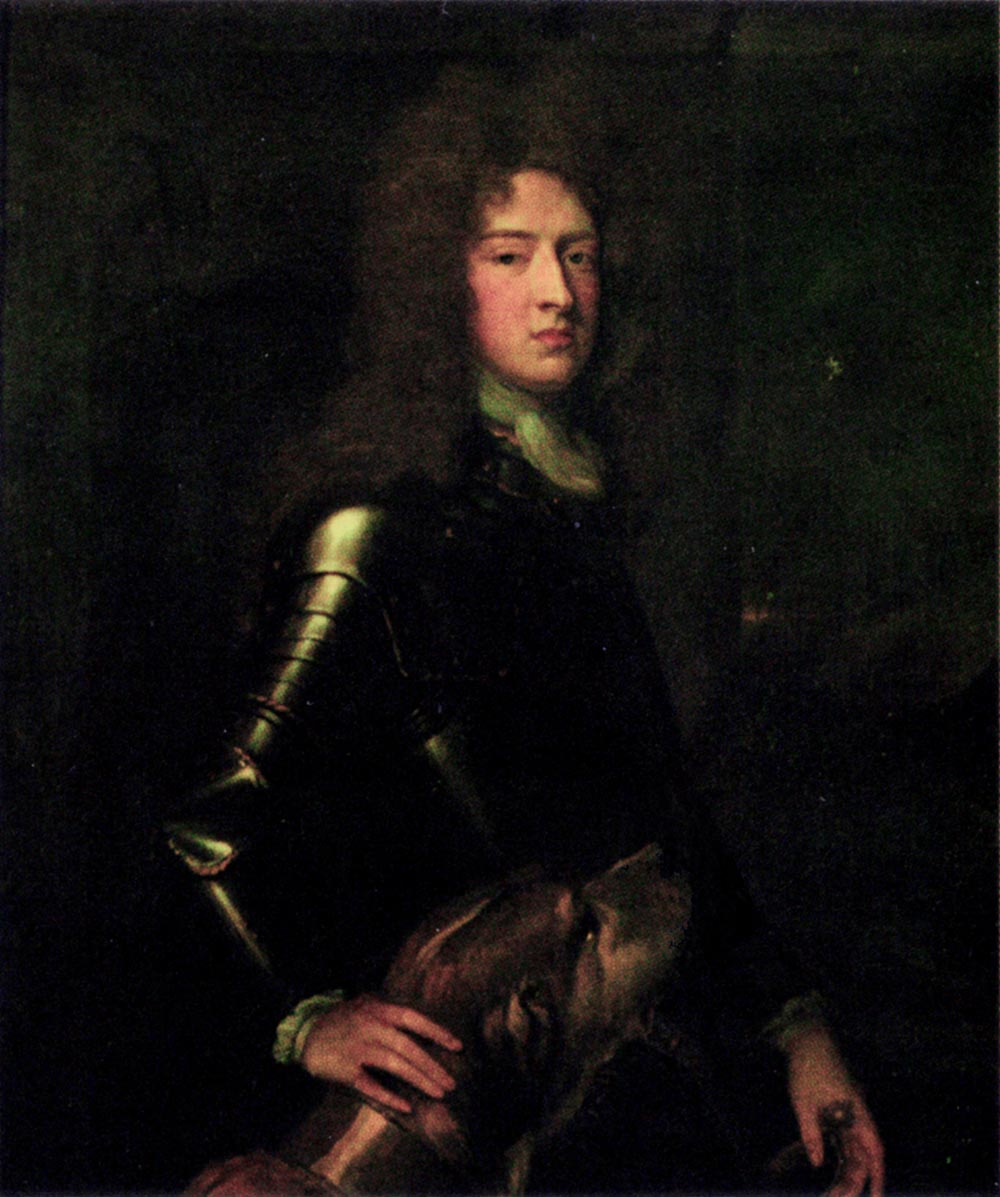
1690年頃のウィリアム・オブライエン

第3代インチクィン伯爵ウィリアム・オブライエン（英語: William O'Brien, 3rd Earl of Inchiquin PC (Ire)、1666年頃 – 1719年12月24日）は、アイルランド王国の貴族。1674年から1692年までオブライエン卿の儀礼称号を使用した。

## 生涯
第2代インチクィン伯爵ウィリアム・オブライエンと1人目の妻マーガレット・ボイル（Margaret Boyle、1683年没、初代オーラリー伯爵ロジャー・ボイルの娘）の息子として、1666年頃に生まれた。
1689年に父と同じくジェームズ2世のアイルランド議会により私権剥奪された。1692年1月に父が死去すると、インチクィン伯爵の爵位を継承、1695年8月27日にアイルランド貴族院議員に正式に就任した。また、1693年にキンセール総督を務めた。
ウィリアム3世暗殺未遂事件の後、1697年12月2日に国王を守る宣言に署名した。アン女王とジョージ1世の治世ではアイルランド枢密院の枢密顧問官を務めたほか、1703年に歩兵連隊の隊長を、1704年から1705年までキルケニー市長を務めた。
1719年12月24日に死去、27日に埋葬された。長男ウィリアムが爵位を継承した。

## 家族
最初はマーガレット・オブライエン（Margaret O'Brien、1688年没、ジェームズ・オブライエンの娘）と結婚したが、2人の間に子供はいなかった。1691年4月、メアリー・ヴィリアーズ（Mary Villiers、1753年4月17日没、エドワード・ヴィリアーズの娘）と再婚、下記の子女を儲けた。
- ヘンリエッタ（1730年没） - 1717年、ロバート・サンドフォード（Robert Sandford）と結婚
- メアリー（1692年2月12日 – 1780年2月10日） - 第19代キルデア伯爵ロバート・フィッツジェラルドと結婚、子供あり[4]
- ウィリアム（1700年 – 1777年） - 第4代インチクィン伯爵
- チャールズ - 海軍軍人、生涯未婚
- ジェームズ（英語版）（1771年12月17日没） - 庶民院議員。メアリー・ジェフソン（Mary Jephson、ウィリアム・ジェフソンの娘）と結婚して、初代トモンド侯爵マーロー・オブライエン（英語版）などの子女を儲けた